# Vera Fëdorovna Komissarževskaja

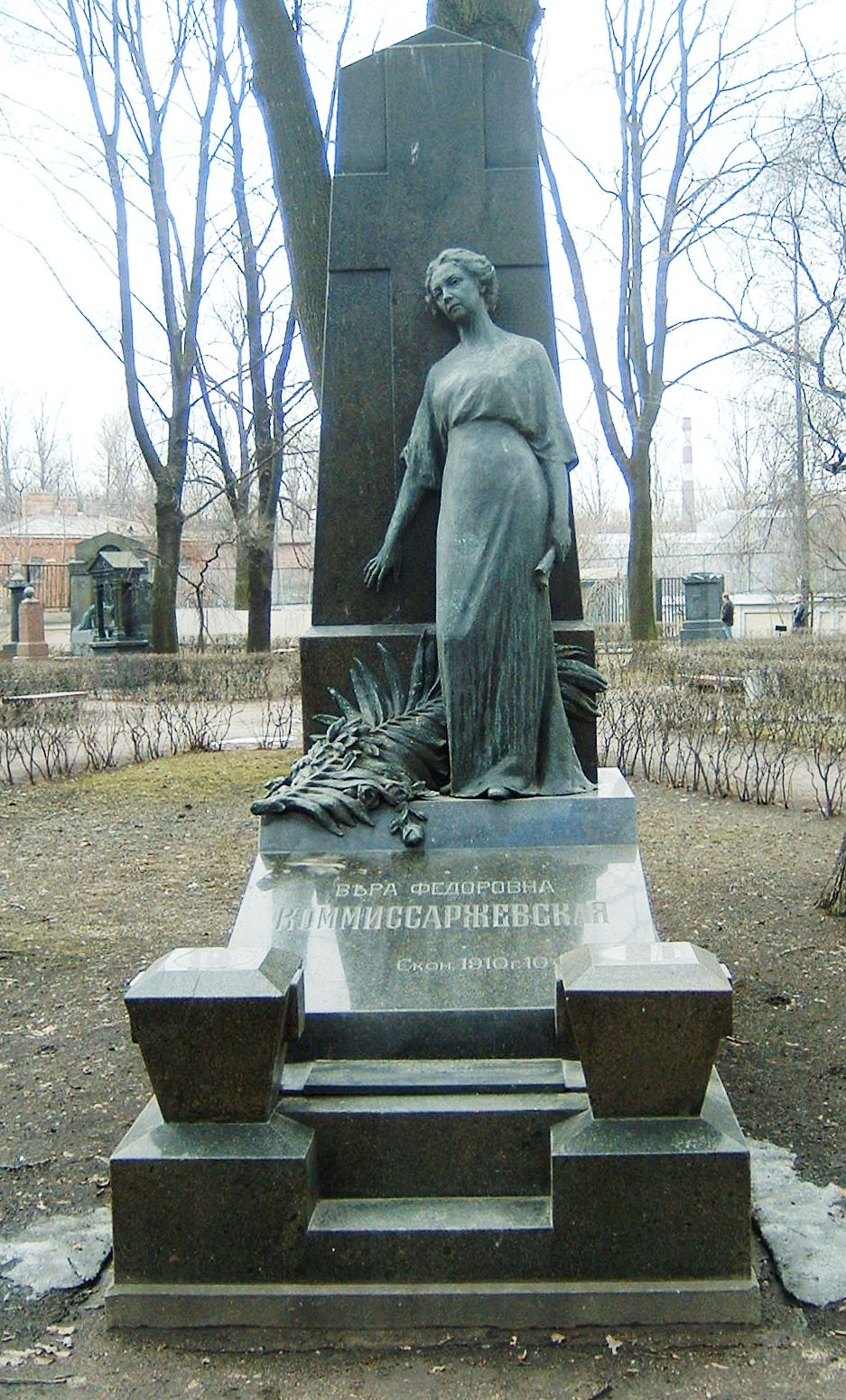
Statua di Vera Komissarzhevskaja sulla sua tomba al Cimitero Tichvin di San Pietroburgo

Vera Fëdorovna Komissarževskaja (in russo Вера Федоровна Комиссаржевская?; San Pietroburgo, 8 novembre 1864 – Tashkent, 23 febbraio 1910) è stata un'attrice teatrale russa.

## Biografia
Il suo primo grande successo lo ottenne interpretando, nel 1896, la parte di Nina nel Il gabbiano di Anton Čechov. Il 4 settembre 1908 rappresentò Francesca da Rimini a Mosca al Teatro Ermitaže per la regia di Nikolaj Evreinov.
Morì di vaiolo nel 1910. Nel 1980 una pellicola russa dal titolo Ya - aktrisa (Io, attrice) fu dedicata alla sua biografia.